# Camallanus truncatus
Camallanus truncatus is een rondwormensoort uit de familie van de Camallanidae. De wetenschappelijke naam van de soort is voor het eerst geldig gepubliceerd in 1814 door Rudolphi.